# Рахман, Тахмидур
Сайед Тахмидур Рахман (англ. Syed Tahmidur Rahman, бенг. সৈয়দ তাহমিদুর রহমান, род. 7 ноября 1963) — бангладешский шахматист, мастер ФИДЕ.
Один из сильнейших шахматистов Бангладеш с середины 1980-х до середины 1990-х гг.
Чемпион Бангладеш 1990 г.
В составе сборной Бангладеш участник пяти шахматных олимпиад (1986—1994 гг.) и командного чемпионата Азии 1987 г. На шахматной олимпиаде 1988 г. завоевал малую золотую медаль за лучший результат среди вторых запасных участников (разделил награду с Х. Гомесом Баильо).
Участник чемпионата Великобритании 1990 г.
В начале 2000-х гг. отошел от активной практики.

## Основные спортивные результаты
| Год  | Город    | Соревнование                                            | + | − | = | Результат | Место      |
| ---- | -------- | ------------------------------------------------------- | - | - | - | --------- | ---------- |
| 1986 | Дубай    | XXVII Олимпиада (сборная Бангладеш, 4-я доска)          | 6 | 3 | 3 | 7½ из 12  |            |
| 1987 | Сингапур | Командный чемпионат Азии (сборная Бангладеш, 2-я доска) | 1 | 4 | 2 | 2 из 7    |            |
| 1988 | Салоники | XXVIII Олимпиада (сборная Бангладеш, 2-й запасной)      | 5 | 0 | 2 | 6 из 7    | 1 на доске |
| 1990 |          | Чемпионат Бангладеш                                     |   |   |   |           | 1          |
|      | Истборн  | Чемпионат Великобритании                                |   |   |   |           | [ 1 ]      |
|      | Нови-Сад | XXIX Олимпиада (сборная Бангладеш, 3-я доска)           | 5 | 5 | 2 | 6 из 12   |            |
| 1992 | Манила   | XXX Олимпиада (сборная Бангладеш, 4-я доска)            | 4 | 1 | 4 | 6 из 9    |            |
| 1994 | Москва   | XXXI Олимпиада (сборная Бангладеш, 1-й запасной)        | 2 | 5 | 0 | 2 из 7    |            |

## Изменения рейтинга
| Графики недоступны из-за технических проблем. См. информацию на Фабрикаторе и на mediawiki.org. |